# 莫德尔猜想
莫德爾猜想（Mordell conjecture），又稱法爾廷斯定理（Faltings's theorem），是一個由路易·莫德爾提出的算術幾何猜想，這猜想認為，任何有理數域上虧格數大於一的曲線至多只有有限多個有理點。這猜想於1983年為格尔德·法尔廷斯所證明，並從此改名為法爾廷斯定理，而之後這猜想被推廣至任何代數數域上。

## 背景
設C為一個非特異的、位於有理數域上且虧格數為g的代數曲線，則C上的有理點可由下列關係決定：
- 當g = 0時，C要不沒有有理點，要不有無限多的有理點，此情況下C可視為圓錐曲線。
- 當g = 1時，C沒有有理點，或者為一個有理點構成有限生成阿貝爾群的橢圓曲線（此即莫德爾定理，之後被推廣為莫德爾－韋伊定理（英语：Mordell–Weil theorem））；此外，馬祖爾撓定理（英语：Mazur's torsion theorem）對相關的撓子群的結構做出限制。
- 當g > 1時，根據現在又稱法爾廷斯定理的莫德爾猜想，C只有有限多的有理點。

## 證明
伊戈尔·沙法列维奇曾猜想說在一個固定的數域上有著固定的維度與極化度（polarization degree）、且在固定的位構成的有限集合之外有著良好簡化（Good reduction）的交換簇之上，只有有限個同構類，而這即是沙法列维奇的有限猜想。阿列克謝·帕辛使用現在稱為帕辛技巧的方法，指出說沙法列维奇的有限猜想可推出莫德爾猜想。
格尔德·法尔廷斯利用了泰特猜想一個情況已知的簡化，以及包括內倫模型等源自代數幾何的工具，證明了沙法列维奇的有限猜想。而這證明的主要想法，是利用西葛爾模簇來比較高度函數中的法爾廷斯高度及古典高度。

### 後來的證明
- 保羅·波伊大（英语：Paul Vojta）給出一個基於丟番圖逼近的證明；[6]之後恩里科·邦別里找到了波伊大的證明中一個更加初等的版本。[7]
- 布萊恩·勞倫斯（Brian Lawrence）及阿克沙伊·文卡泰什給出一個基於p進數霍奇定理（英语：P-adic Hodge theory）的證明，而這證明借鑿了法爾廷斯原始證明中一些較簡單的成分。[8]

## 可得結果
法爾廷斯在1983年的論文可推出一系列先前受猜想的內容：
- 莫德爾猜想，也就是在代數數域上虧格數大於1的曲線只有有限多個有理點；
- 同類定理（Isogeny theorem），也就是帶有同構泰特模（英语：Tate module）（也就是帶有伽羅瓦作用的Qℓ－模）的交換簇（英语：Abelian variety）是同類的。

法爾廷斯定裡的一個應用是費馬最後定理的弱形式：對於任意大於等於4的固定整數n，an + bn = cn至多只有有限的原始整數解（也就是彼此互質的解），而這是因為對於這樣的n而言，費馬曲線 xn + yn = 1的虧格數大於1之故。

## 推廣
由於莫德爾－韋伊定理之故，因此法爾廷斯定理可重述為一個關於帶有交換簇A的有限生成子群Γ的曲線C的交點的敘述，因此可透過將其中交換簇A改成半交換簇（semiabelian variety）、將C改成A的任意子簇，以及將Γ改成A的任意有限秩子集的作法，將之推廣為莫德爾－朗猜想，而這猜想由麥克·麥奎蘭在洛朗（Laurent）、雷诺、辛追（Hindry）、波伊大以及法爾廷斯等人成就的基礎上，於1995年所證明。
法爾廷斯定理的另一個高維推廣是邦別里－朗猜想，也就是若X是一個在數域k上的偽典型簇（也就是「一般類型」的代數簇），那麼X(k)在扎里斯基拓扑的意義上並非稠密的。保羅·波伊大並提出了更加一般化的猜想。
函數域上的莫德爾猜想由尤里·马宁以及漢斯·格勞爾特所證明，在1990年，罗伯特·F·科尔曼找到並修補了马宁證明中的一個漏洞。

## 註解
1. ↑  「法爾廷斯藉由西葛爾模空間的方法比較了高度的兩種表記…這是證明的主要想法」（原文："Faltings relates the two notions of height by means of the Siegel moduli space.... It is the main idea of the proof."）Bloch, Spencer. . The Mathematical Intelligencer. 1984, 6 (2): 44. S2CID 306251. doi:10.1007/BF03024155.

## 引用
1. ↑  Mordell 1922.
2. ↑  Faltings 1983; Faltings 1984.
3. ↑  Shafarevich 1963.
4. ↑  Parshin 1968.
5. ↑  Faltings 1983.
6. ↑  Vojta 1991.
7. ↑  Bombieri 1990.
8. ↑  Lawrence 2020.
9. ↑  McQuillan 1995.
10. ↑  Manin 1963.
11. ↑  Grauert 1965.
12. ↑  Coleman 1990.